# Даниел
Да́ниел, Да́ньел (англ. Daniel) — мужское личное имя, англоязычный вариант древнееврейского dani-'el — Бог мой судья. Сокращённые формы имени: Dan — Дэн, Danny — Дэнни. Имя широко используется во многих других семитских языках, таких как угаритский, аккадский, древнеюжноаравийский и североаравийские языки. Другие варианты перевода имени — Дэниэл, Даниэль.
В США имя входило в пятерку самых популярных имён для новорожденных в 1985, 1990, 2007 и 2008 годах.
Некоторые известные носители:
- Белл, Даниел (1919—2011) — американский социолог и публицист.
- Бёрнем, Даниел Хадсон (1846—1912) — американский архитектор и градостроитель.
- Крейг, Даниел (род. 1968) — британский актёр.
- Леги, Уильям Даниел (1875—1959) — американский военно-морской деятель.
- Натанс, Даниел (1928—1999) — американский микробиолог.
- О’Коннелл, Даниел (1775—1847) — ирландский политический деятель.
- Подольски, Даниел (род.1953) — американский гастроэнтеролог.
- Роэр, Даниел (род. 1993) — канадский режиссёр-документалист.
- Уэбстер, Даниел (1782—1852) — американский политический деятель.
- Цуи, Даниел (род. 1939) — американский физик.
- Шейс, Даниел (1747—1825) — американский солдат и фермер.